# Pedro Reis (economista)

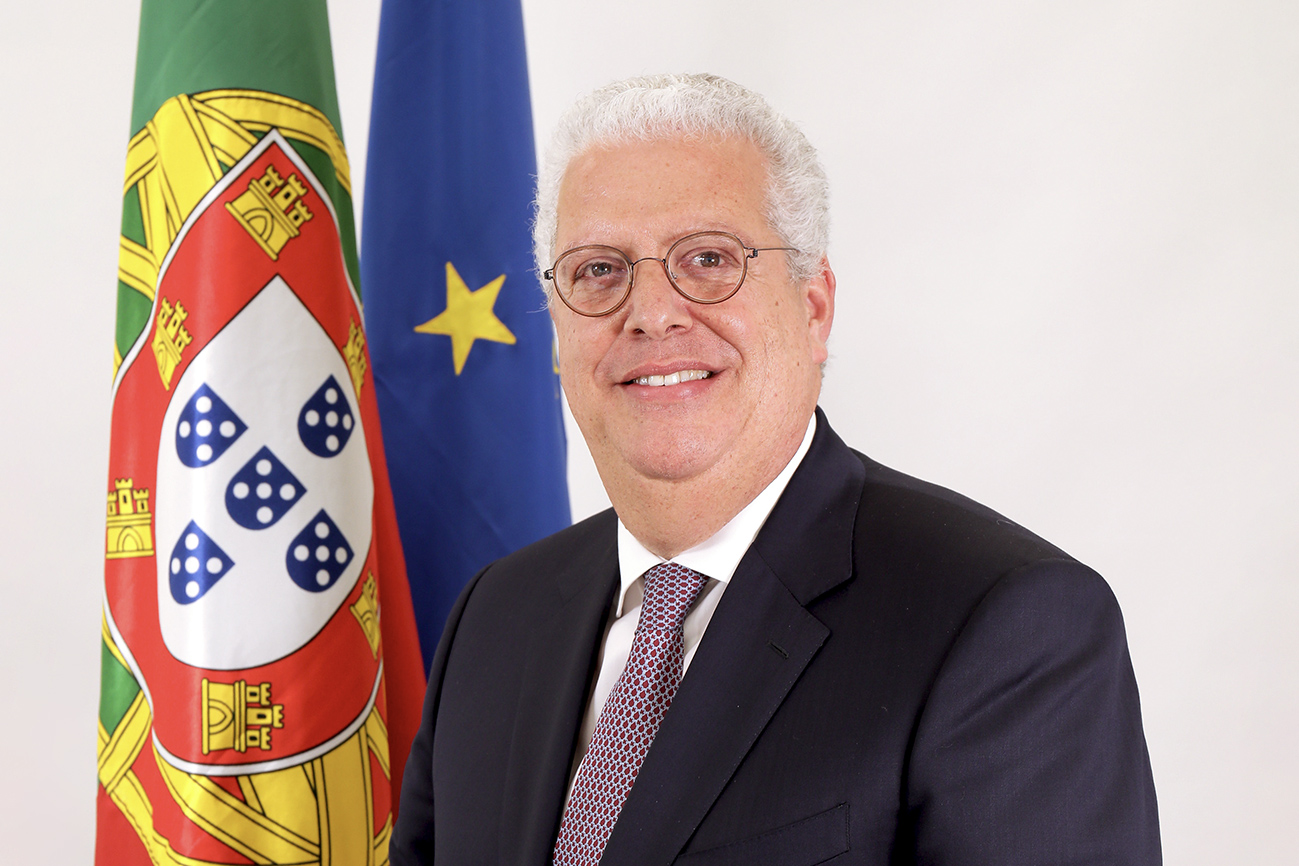
Pedro Reis, Ministro da Economia do XXIV Governo Constitucional de Portugal

Pedro Reis (30 de setembro de 1967, Lisboa) é um político e economista português, do Partido Social Democrata. É também coordenador do "Movimento Acreditar" desde 3 de julho 2022, think tank do Partido Social Democrata e atual Ministro da Economia do XXIV Governo de Portugal, liderado por Luís Montenegro.
Licenciado em Gestão e Administração de Empresas pela Universidade Católica Portuguesa, tendo complementado o seu percurso académico com formação na Harvard Business School (EUA) em Strategic Finance (2005), no Insead (França) no AMP – Advanced Management Program (1995) – e também na Universidade Católica, no PAGE – Programa Avançado de Gestão para Executivos (1994-1995).
De dezembro de 2011 a abril de 2014, foi Presidente da AICEP – Agência para o Investimento e Comércio Externo de Portugal, assegurou a Secretaria Executiva do Conselho Estratégico de Internacionalização da Economia (CEIE). Integrou o Conselho Nacional para o Empreendedorismo e a Inovação, fez parte do Conselho da Indústria no âmbito do Ministério da Economia e foi membro da Reunião de Coordenação dos Assuntos Económicos e do Investimento (RCAEI), coordenando a Comissão Permanente de Apoio ao Investidor (CPAI). Foi membro do Conselho Geral e de Supervisão da Portugal Ventures e, presidiu ao Júri do Prémio “Mais Diplomacia Económica” organizado pelo Ministério dos Negócios Estrangeiros. Foi também candidato a Bastonário da Ordem dos Economistas, em 2021.
Em 2014, torna-se Assessor Sénior da Comissão Executiva do Banco Millennium bcp, em 2015, administrador executivo da BCP Capital, em 2017, assume a Direção de Marketing Estratégico e Business Development e, de 2019 a 2021, a Direção de Banca Institucional no Millennium bcp. É Presidente do Conselho Consultivo do Conselho da Diáspora Portuguesa.